# Autonomer Südtiroler Gewerkschaftsbund
Der Autonome Südtiroler Gewerkschaftsbund (ASGB) ist die größte gewerkschaftliche Organisation der deutschen und ladinischen Arbeiterschaft in Südtirol. Er wurde 1964 von ehemaligen Mitgliedern der mehrheitlich italienischen Gewerkschaft CISL gegründet, um den Arbeitern der deutschen und ladinischen Volksgruppe eine eigenständige Gewerkschaftsvertretung zu ermöglichen.
Heute ist der ASGB mit 27.000 Mitgliedern (2006) die stärkste Gewerkschaftsorganisation in Südtirol.
Der ASGB zählt wie die baskische Eusko Langillen Alkartasuna, das bretonische Sindikat labourien Breizh SLB und das korsische Sindicatu de i travagliadori corsi STC zu den ethnischen Gewerkschaften Europas.
Bis 2009 war der Landtagsabgeordnete und frühere Schneider Georg Pardeller Vorsitzender, der 2009 sein Amt an Tony Tschenett abgab.

## Geschichte

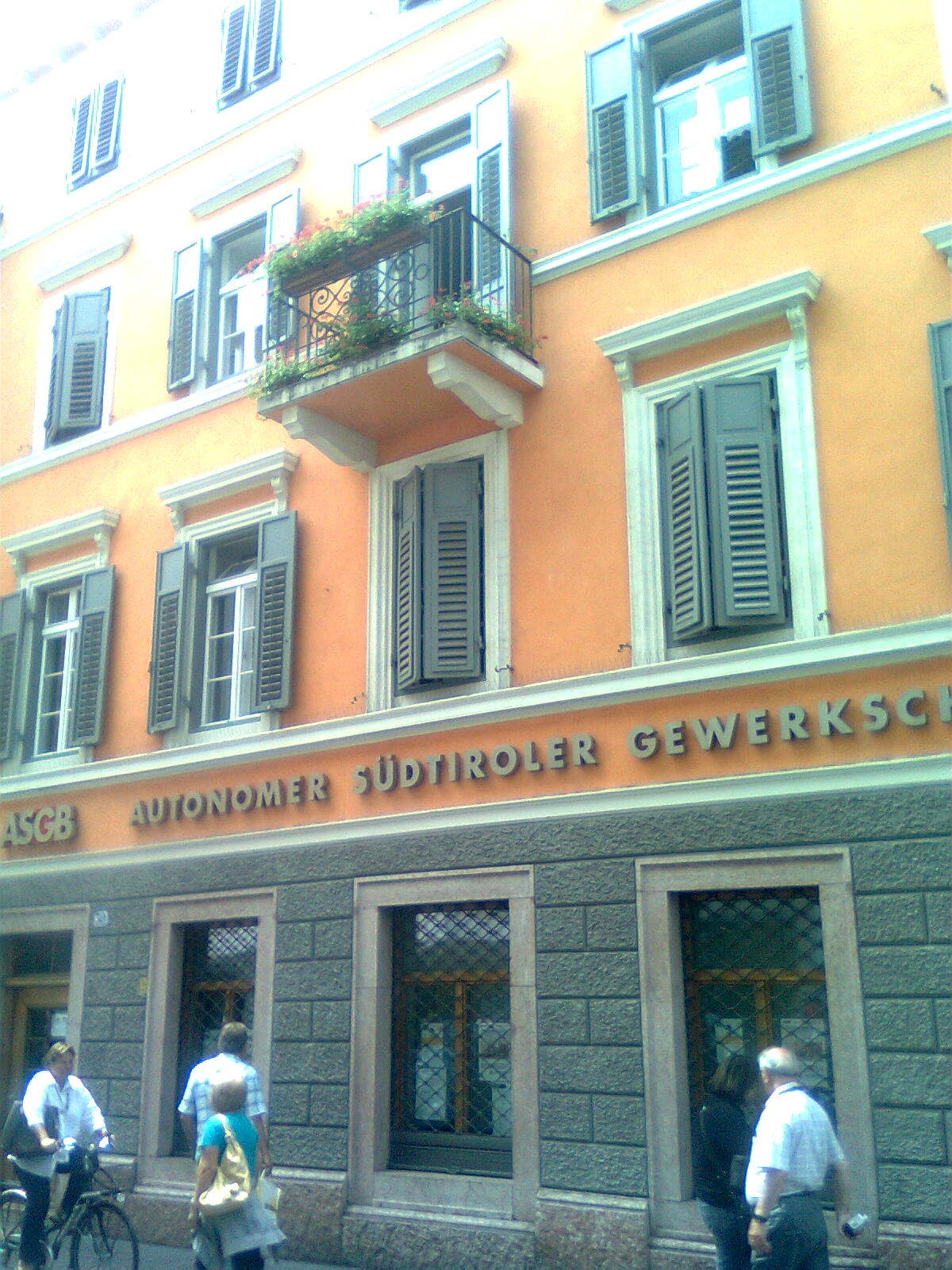
Sitz des ASGB in Bozen

In Südtirol hatte sich 1945 ein lokaler Ableger der italienischen Einheitsgewerkschaft CGIL, die Arbeiterkammer, etabliert, deren Führungsgremium nach dem Vorbild der italienischen CGIL nach dem politischen Kräfteverhältnis besetzt war. Allerdings bezog sich die Parität ausschließlich auf die Zugehörigkeit zu einer der politischen Richtungen in der Einheitsgewerkschaft, keineswegs auf eine Vertretung nach Volksgruppen: nicht einer der leitenden Angestellten war Deutscher, bzw. stammte aus Südtirol selbst. Die mangelnde Vertretung der deutschen Arbeiterschaft und die starken parteipolitischen Spannungen innerhalb der Südtiroler CGIL führten zum Bruch der Gewerkschaftseinheit in Südtirol noch vor der Gewerkschaftsspaltung auf staatlicher Ebene.
Die christlichen und der SVP nahestehenden Arbeitervertreter gründeten 1948 den Südtiroler Gewerkschaftsbund (SGB), der sich – da ohne Möglichkeit Kollektivverträge abzuschließen – 1950 der christdemokratischen, italienischen Gewerkschaft CISL anschloss. Durch die Koppelung von SGB und CISL – Unione Sindacale Altoatesina waren deutsche und italienische Gewerkschafter vereint, jede Führungsposition in den Gremien wurde paritätisch jeweils von einem Vertreter des SGB für die deutsche Volksgruppe und einem Vertreter der CISL für die italienische Volksgruppe besetzt. Doch ab 1957 zeigten sich immer stärkere Differenzen zwischen beiden Volksgruppen, die schließlich zum Wiederaufgreifen der ursprünglichen Gründungsidee des SGB als ethnischer Gewerkschaft und zur Gründung des Autonomen Südtiroler Gewerkschaftsbundes (ASGB) führten. Der Weg hin zu einer vierten Gewerkschaft in Südtirol neben den italienischen Organisationen CGIL, CISL und UIL muss im Lichte der politischen Ereignisse jener Zeit und der spezifischen ethnischen Situation gesehen werden.
Die ethnischen Spannungen der 1950er Jahre hatten in der Arbeiterschaft ein starkes nationales Bewusstsein wach werden lassen. Es ist dabei bezeichnend, dass die Forderungen der Südtiroler Volkspartei vor allem soziale Belange betrafen, in denen man die Benachteiligung der deutschen und ladinischen Volksgruppe am stärksten zu spüren glaubte. Dies und die nationalistische Haltung mancher italienischer Gewerkschaftsfunktionäre forderten eine ethnische Gewerkschaft geradezu heraus.
Am 11. September 1964 gründeten drei ehemalige Gewerkschaftsfunktionäre des SGB/CISL, Franz Plaickner, Otto Gander und Alois Singer, in Meran den Autonomen Südtiroler Gewerkschaftsbund.
Die Reaktion der anderen Gewerkschaften war feindselig: Verständlicherweise war das Verhältnis zum SGB/CISL, aus dem ja die Gründungsmitglieder des ASGB stammten, denkbar schlecht, doch sah auch die CGIL in einer Stellungnahme die „Einheit der Werktätigen“ gefährdet. Bedrohlicher als die verbalen Proteste der italienischen Gewerkschaftsbünde war allerdings die Weigerung derselben, den ASGB zu Tarifverhandlungen zuzulassen, was sich für die weitere Entwicklung der Gewerkschaft als ein schwerer Schlag erweisen sollte.
Eng waren in den Gründungsjahren die Kontakte zu österreichischen und bundesdeutschen Gewerkschaftern, die dem ASGB maßgebliche Unterstützung zuteilwerden ließen.
Konnten im Aufbau der Fachgewerkschaften schon früh beachtliche Erfolge erzielt werden, so behinderte die mangelnde rechtliche Anerkennung die gewerkschaftliche Arbeit erheblich: die Errichtung eines eigenständigen Patronates war nicht möglich, Kollektivverträge in deutscher Sprache herauszugeben schwierig, da man aufgrund mangelnder Kontakte zu einer staatlichen Gewerkschaft vom Informationsfluss abgeschnitten war.
Aus diesem Grund wurden über den Österreichischen Gewerkschaftsbund ÖGB Kontakte zur UIL geknüpft, die Ende 1967 zu einem Abkommen über gegenseitige Unterstützung führten. Der ASGB konnte nun unter dem Schirm der UIL sämtliche Gewerkschaftsrechte nutzen, die ihm bis dahin verwehrt geblieben waren, wobei der ASGB als deutsche Sektion der UIL in Südtirol auftrat.
Die vorläufige Konsolidierung des ASGB wurde auch von Seiten der CGIL anerkannt, die den Widerstand gegen eine Beteiligung des ASGB teilweise aufgab, da nun alle Gewerkschaften Südtirols innerhalb staatlicher Bünde Platz gefunden hatten. Die Mitgliederzahl des ASGB stieg in den 1970er Jahren stark an, da das italienische Arbeiterstatut von 1970 den Gewerkschaften innerhalb der Betriebe weitgehende Rechte einräumte. Die Aufbruchstimmung wurde allerdings von der UIL nicht geteilt: im Mai 1976 wurde das Abkommen mit dem ASGB einseitig gekündigt. Der offiziell ins Treffen geführte Grund, der ASGB habe sich nicht an die Richtlinien der staatlichen UIL gehalten, wurde von der Gewerkschaft in einem Brief selbst widerlegt, in dem man auf den Aufbau einer eigenen deutschen Sektion hinwies.
Die rechtliche Gleichstellung des Autonomen Südtiroler Gewerkschaftsbundes mit den anderen in Südtirol tätigen Gewerkschaftsbünden wurde erst 1978 mit einer Durchführungsbestimmung zum Autonomiestatut erreicht. Heute besteht weitgehend eine rechtliche Gleichbehandlung der vier Gewerkschaften in Südtirol.